# Skellingthorpe
Skellingthorpe – wieś w Anglii, w hrabstwie Lincolnshire, w dystrykcie North Kesteven. Leży 6 km na zachód od Lincoln i 195 km na północ od Londynu.